# GI-2631
La carretera  GI-2631  une la  N-I  en Villabona con la  N-634  en el alto de Orio (o Zudugarai) por Asteasu y Aya. Entre el casco urbano de Aya y la  N-634 , la carretera  GI-3710  realiza un recorrido paralelo por los barrios de Andatza y Santioerreka. Algo similar sucede en Cizúrquil, donde las carreteras  GI-3610  y  GI-3021  hacen las veces de variante de Villabona en paralelo a la carretera principal, que discurre por dentro de la localidad.

## Trazado
| Velocidad | Esquema | Carretera que enlaza                                |
| --------- | ------- | --------------------------------------------------- |
|           |         | N-634 Zarauz - Orio (Alto de Orio/Zudugarai - 90 m) |
|           |         | GI-4164 Manterola                                   |
|           |         | Laurgain                                            |
|           |         | Aya GI-3710 Andatza - Orio                          |
|           |         | Puerto de Andazarrate (436 m) GI-4143 Iturriotz     |
|           |         | Asteasu GI-4141 Errekabailara                       |
|           |         | GI-3481 Larraul                                     |
|           |         | GI-3630 Alquiza                                     |
|           |         | GI-3281 Cizúrquil                                   |
|           |         | Cizúrquil Elbarrena GI-3610 Aduna - N-I             |
|           |         | Río Oria                                            |
|           |         | Villabona                                           |
|           |         | N-I San Sebastián - Vitoria                         |
|           |         | GI-3610 Andoáin - Cizúrquil Elbarrena GI-3021 Aduna |